# Лютня-гітара
Лютня-гітара, німецька лютня або лютня Вандерфогель (нім. Gitarrenlaute, Deutsche Laute або Wandervogellaute) — струнний музичний інструмент, поширений у Німеччині приблизно з 1850 року. Інструмент має 6 струн, гітарну кілочкову механіку та грушоподібний, як у лютні корпус.
Інструмент пов’язаний із контркультурним рухом Вандерфогель у Німеччині в першій половині 20 століття.

Назва «німецька лютня» іноді також використовується для вальдцітера, оскільки обидва вони отримали статус національних інструментів на початку 20 століття.

## Історія
Близько 1800 року гітара перейняла шосту струну та налаштування від мандори, тоді як мандора перейняла одну струну від гітари. Гітаризована мандора стала новим типом лютні 19 століття. Інструмент був міцним, з ладами, колочною механікою на черв'ячній передачі, але з лютневим корпусом.

## Стрій
Лютнеподібна гітара, як і сучасна класична гітара, має 6 нейлонових одинарних струн. Ладнається в гітарний спосіб: e'-h-g-d-A-E.

## Вигляд

### Голова грифа
Голова грифа не зігнута, як у традиційної лютні, а йде прямо, як на гітарі, але трапецієподібної форми ,як у лютень. Голова зазвичай має навершя двох типів: у вигляді тварини чи людини, або завиток, що закінчується прямокутником з різьбленням на ньому або без такого. Інструмент має кілочкову механіку, як це зроблено в гітари, і лише зрідка дерев'яні кілочки, як на лютнях.

### Гриф
Гриф інструменту тотожний гітарному, а накладка робиться в рівень з корпусом, як на лютні. Останні лади врізаються в корпус німецької лютні.

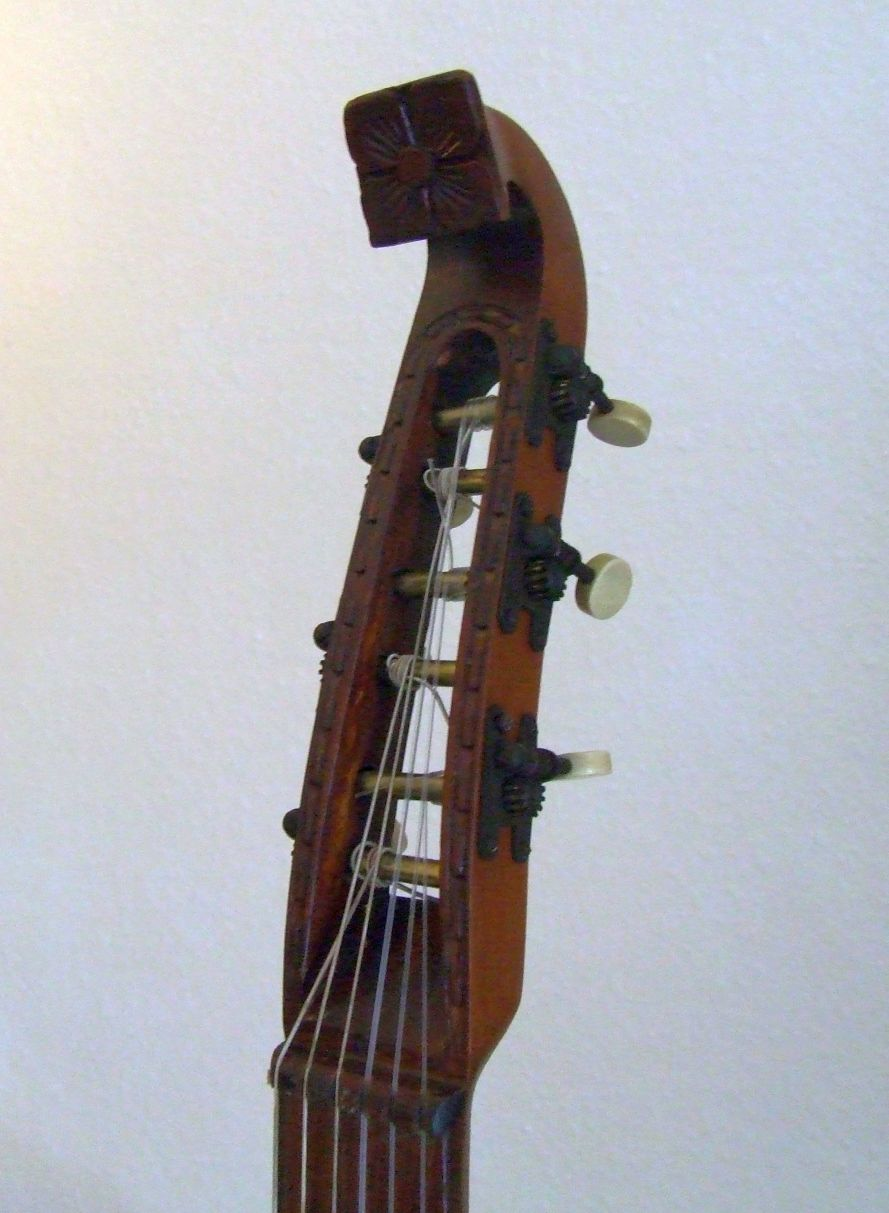

### Корпус і верхня дейка
Корпус німецької лютні грушоподібний і нагадую за обрисами корпус традиційної лютні. Ребра корпусу роблять з клена чи палісандра. Ребер може бути 11-13 чи 5-7. Ребра корпусу часто пофарбовані в різні кольори, щоби відображати стереотипне сприйняття середньовічного менестреля чи блазня.
Зустрічаються екземпляри з пласким, як у гітари корпусом.
Верхня дейка майже завжди з ялини.

### Розетка
Сучасна класична гітара зазвичай має просто вирізаний звуковий отвір. Німецькі лютні, однак, можуть мати складні малюнки, вирізані на дейці, зокрема геометричні візерунки, квіти, замки, сувої тощо.

### Підставка
Підставка лютнеподібної гітари така сама, як в сучасної гітари, хоча може, окрім свого прямого функціонального призначення, служити декоративним елементом, виготовленим у різних формах, розмірах і стилях, часто витончено вирізьблених, наприклад, закінчуючись завитками з кожного боку.

### Розміри
Мензура зазвичай 610 - 615 мм .